# Mieczysław Lerski
Mieczysław Lerski (ur. 1881 we Lwowie, zm. 1945 w Niemczech) – taternik, narciarz, inżynier. Był jedną z pierwszych osób w Polsce aktywnie zajmujących się narciarstwem.

## Życiorys
W 1907 wstąpił do Sekcji Turystycznej Towarzystwa Tatrzańskiego oraz uczestniczył w zakładaniu lwowskiego Karpackiego Towarzystwa Narciarzy. Pracował przy budowie dróg we Lwowie i w Warszawie. Poza wspinaczką zajmował się także fotografią. W czasie studiów na Politechnice Lwowskiej w 1906 stworzył mapę plastyczną Tatr w skali 1:50000.
Do partnerów wspinaczkowych Lerskiego należeli m.in. Zygmunt Klemensiewicz, Jerzy Maślanka, Roman Kordys, Mieczysław Świerz, często chodził też po górach samodzielnie. Narciarstwem zajmował się przede wszystkim w Karpatach Wschodnich.
Zmarł na zapalenie płuc w obozie w zachodnich Niemczech, do którego trafił po powstaniu warszawskim.

## Wybrane osiągnięcia w Tatrach
- 1907 – odkrycie drogi na Mylną Przełęcz od wschodu przez płytę zwaną dziś Płytą Lerskiego, wraz z przewodnikiem Janem Gąsienicą-Ciaptakiem,
- 1908 – pierwsze wejście tzw. Szparą na przełęcz Szparę,
- 1909 – pierwsze przejście górnej części północnego filara Świnicy,
- 1910 – pierwsze wejścia zimowe na Ganek, Wołowiec Mięguszowiecki, Hińczową Turnię, Mięguszowiecki Szczyt Czarny, wraz z Jerzym Maślanką.